# 北埔福安宮
北埔福安宮，位於台灣台南市將軍區北埔里94號，主祀吳府千歲。

## 歷史
北埔福安宮肇建至今約有230年，沿自清朝年間，由福建省泉州府晉江縣居民吳奇都，奉請吳府千歲度海來台，供奉為守護神，據考據於乾隆二十八年間，當先民決定定居於此後，即建草寮迎奉神麻，以供朝夕膜拜，庇佑庄民平安。
後因香火日盛，信徒日多，而草寮已有傾倒之虞，於民前四年（西元1908年），由信徒集資重建廟宇於現址，並正式命名宮號為「福安宮」。
後來又於民國七十三年農曆十一月，開始動工重建，民國七十五年農曆十一月竣工，於農曆十一月二十九日，舉行入火安座大典。
北埔福安宮每年於吳府千歲聖誕前一天，都會前往南鯤鯓代天府進香，之後再回北埔里繞境。
民國105年11月6日～11月16日，舉辦「丙申科五朝祈安清醮大典」。

## 祀神
北埔福安宮主祀吳府千歲，配祀五府千歲、福德正神、註生娘娘、虎爺、東嶽大帝、天上聖母、中壇元帥。